# Нова Слобода (Крупський район)
Нова Слобода (біл. вёска Новая Слабада) — село в складі Крупського району Мінської області, Білорусь. Село підпорядковане Ухвальській сільській раді, розташоване в східній частині області.